# 维基百科的可靠性

维基百科条目的破坏

维基百科的可靠性是指相对于其他百科全书等专业来源，在数据统计、对比评审、历史分析等方面提供信息的准确度与可靠性。关于维基百科可靠性的观点——请参阅维基百科：免责声明
由于维基百科允许匿名编辑以及协作编辑，对其可靠性的评估一般包括错误信息被修订的速率。在维基百科建立两年后的2003年，IBM研究者在一份研究中认为，“恶意破坏会很快被修正，其速率之快，乃至绝大多数用户根本无法注意到其影响。” 并认定维基百科拥有“令人惊奇的快速自我修缮能力”。
2005年，早期一份来自《自然》的著名研究认为，维基百科的科学类条目水准已经与大英百科全书不相上下，“严重错误”率也基本相同。